# 张夏准
张夏準（1963年10月7日—），本貫仁同張氏，是韩国发展经济学家。
张夏成是他的堂兄弟。

## 生平
1992年獲得剑桥大学政治經濟學博士，畢業後卽被劍橋大學聘為政治经济学发展的硏究员。曾受马克思主义政治经济学的深刻影响。
张夏準曾写过多本经济政策书籍，其中包括2002年出版的《踢走梯子：历史眼光下的发展策略》，這本書得到2003年Myrdal獎，被翻譯成七種語言。張夏準还在世界银行、亚洲开发银行、欧洲投资银行担任顾问，还曾在乐施会中任职。张夏准还在经济政策研究中心（CEPR）工作。2005年張夏準與哥倫比亞大學的Richard Nelson一起獲得李昂鐵夫經濟學獎（Leontief Prize），張夏準也是《劍橋經濟期刊》的編輯之一。
研究机构普遍认为，张夏準对厄瓜多尔总统拉斐尔·科雷亚有很大的学术影响。

## 著作
張夏準的著作《踢走梯子》对当今的政治经济学有很大影响。当今，世界银行和国际货币基金组织等国际金融组织不断鼓吹新自由主义经济学的优越地位，并强烈建议发展中国家勿采取经济自由主义政策。《踢走梯子》中张夏准，发现，当今世界上的大多数发达国家在发展阶段都曾采取经济干预措施，从而与世界银行和国际货币基金组织的说法相悖；他认为，现在的新自由主义金融机构企图在发展中国家经济自由化的过程中谋取利益，而并非帮助贫穷国家发展经济、消除贫困。
張夏準的著作《富國的糖衣》檢討後進地區經濟發展的理論迷思，《資本主義沒告訴你的23件事》則是要顛覆一般人對資本主義的迷思。